# Sing When You're Winning
Albums de Robbie Williams
I've Been Expecting You
(1998) Swing When You're Winning
(2001)
Sing When You're Winning est le troisième album de Robbie Williams.

## Titres
1. Let Love Be Your Energy
2. Better Man
3. Rock DJ
4. Supreme
5. Kids
6. If It's Hurting You
7. Singing For The Lonely
8. Love Calling Earth
9. Knutsford City Limits
10. Forever Texas
11. By All Means Necessary
12. The Road to Mandalay
13. Suprême (French version)

### Extraits officiels
- Rock DJ
- Kids (en duo avec la chanteuse Kylie Minogue)
- Supreme (dont une version française)
- Eternity / The Road to Mandalay
- Let Love Be Your Energy
- Better Man (sorti uniquement en Australie)

## Production
Supreme sample le thème principal du film français Dernier Domicile connu (1970) composé par François de Roubaix.